# Cryptopygus lapponicus
Cryptopygus lapponicus är en urinsektsart som först beskrevs av Brown 1931.  Cryptopygus lapponicus ingår i släktet Cryptopygus och familjen Isotomidae. Inga underarter finns listade i Catalogue of Life.